# International Mercantile Marine Co.
Pour les articles homonymes, voir IMM.

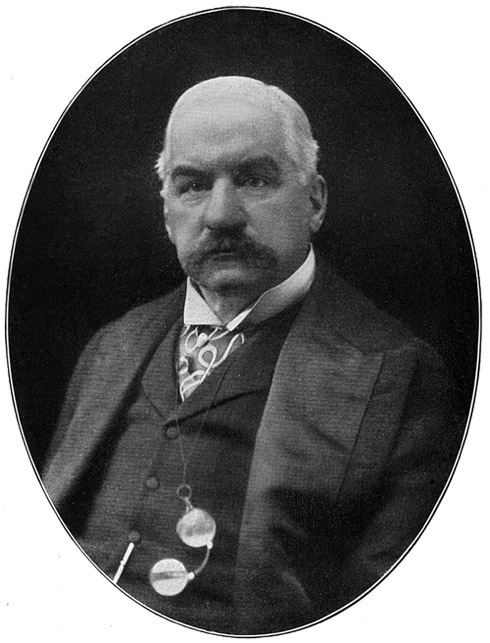
John Pierpont Morgan, propriétaire de l'MM Co.

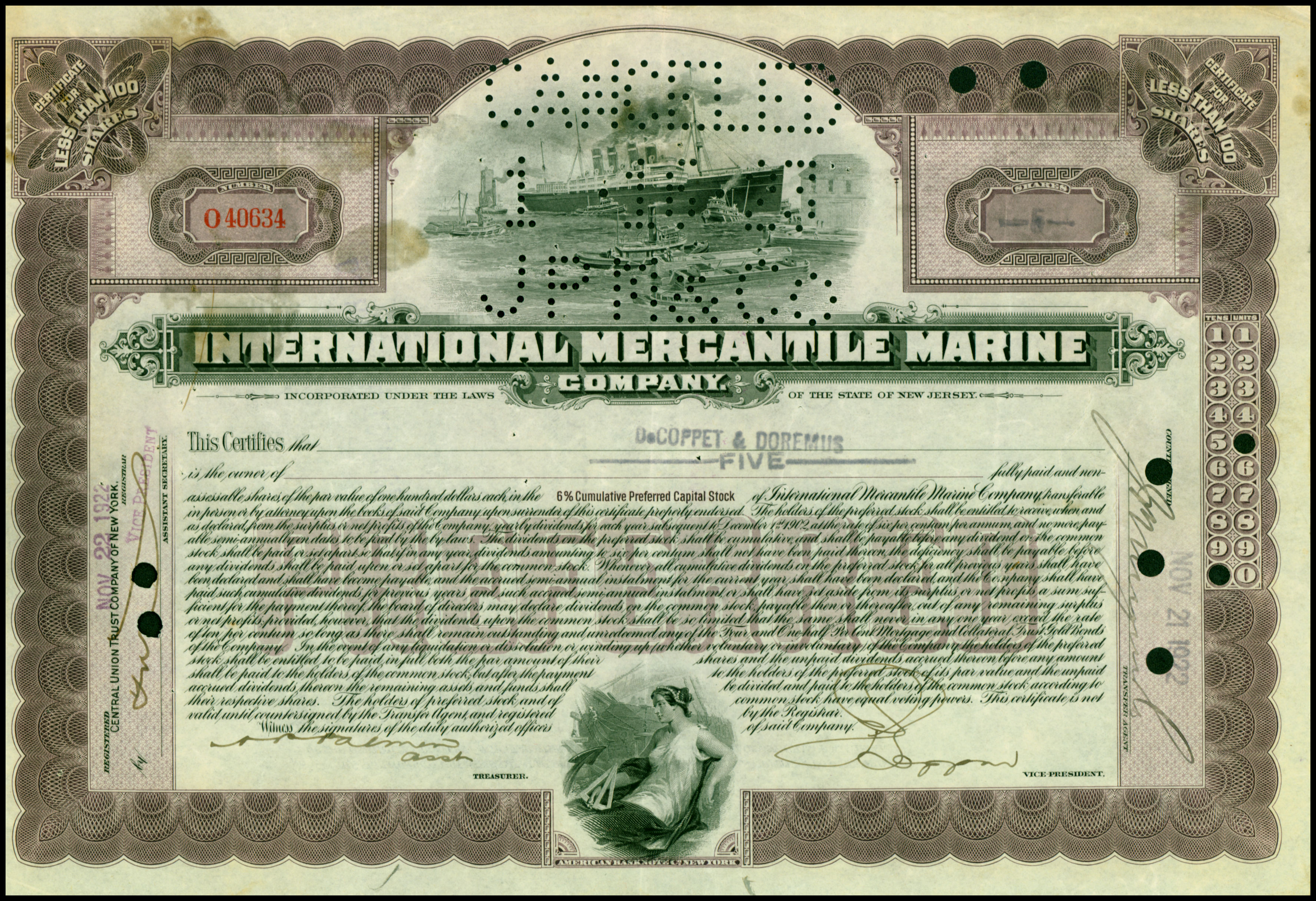
Action de l'International Mercantile Marine Company en date du 21 novembre 1922

L’International Mercantile Marine Company (IMM), à l'origine l’International Navigation Company (INC) est un trust formé au début du XXe siècle ayant pour but de monopoliser le commerce maritime. Il est fondé en 1902 par les magnats de la navigation Clement Griscom de l’American Line et de la Red Star Line, Bernard N. Baker de l’Atlantic Transport Line, Joseph Bruce Ismay de la White Star Line et John Ellerman de la Leyland Line. D'autres compagnies sont également intégrées.
Le projet est financé par J.P. Morgan & Co., mené par le financier John Pierpont Morgan. La compagnie a également des rapports avec la Hamburg Amerika Line et la Norddeutscher Lloyd, deux grandes compagnies allemandes. Cependant, la nouvelle compagnie ne réussit jamais à rencontrer un réel succès. Après plusieurs fusions et liquidations, les compagnies américaines restantes sont cédées à la United States Lines.
Le trust est surtout connu pour avoir possédé le Titanic.

## Histoire

### Création d'un trust

Le logo de la White Star Line, fleuron de l'IMM.

Alors que le transport maritime prend son essor à la fin du XIXe siècle, l'idée d'un trust monopolisant les compagnies maritimes aux États-Unis séduit nombre de personnes. Cependant, toutes les négociations dans cette optique dans les années 1890 tournent court. L'intervention de John Pierpont Morgan, l'un des hommes les plus riches au monde, va changer cet état de fait. 
L’Atlantic Transport Line est une compagnie maritime américaine appartenant à Bernard N. Baker. La compagnie, bien qu'importante, doit affronter la concurrence de plus en plus âpre des compagnies britanniques, et Baker tente rapidement de vendre sa compagnie à John Ellerman, président de la Leyland Line, une puissante compagnie de cargos. Ellerman avait tenté, sans succès, de prendre possession de la Cunard Line et de la HAPAG, deux puissantes compagnies européennes. Les négociations entre Baker et Ellerman, pourtant bien avancées sont finalement annulées.
Baker a en effet rencontré J. P. Morgan lors d'une traversée de l'Atlantique. Morgan a, à cette époque, déjà conclu des accords avec Clement Actom Griscom, président de l’International Navigation Company (rassemblant la Red Star Line et l’American Line). Griscom avait en effet désiré profiter de l'essor connu par le transport maritime, mais n'avait pas les moyens nécessaires. Finalement, en décembre 1900, après six mois de négociations, l’Atlantic Transport Line rejoint l'INC.
Par la suite, Baker, J. P. Morgan Jr et Simon Bettle (représentant de l'INC) négocient avec Ellerman, cette fois dans l'optique de racheter ses biens. En effet, la rumeur circule par la suite, au sujet de deux compagnies qui vont rejoindre le trust. Le nom de l'une d'elles est révélé : la Leyland Line. La seconde se trouve être la prestigieuse White Star Line, rachetée par Morgan en avril 1902 pour 10 millions de livres d'époque soit environ 857 millions de dollars de l'an 2000,.
Le 1er octobre 1902, la J.P. Morgan & Co. annonce la fondation de l’International Mercantile Marine Company, plus généralement nommée IMM. Cependant, l'IMM existait déjà, officieusement, sous le nom d'INC depuis plusieurs années.

### L'âge d'or

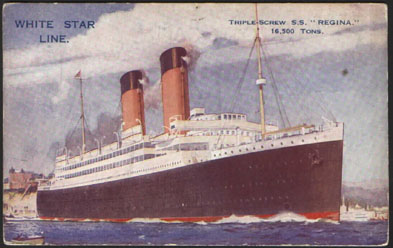
Le Regina a navigué pour la Dominion Line et la White Star Line avant d'être cédé à la Red Star Line sous le nom de Westernland.

Le rôle de Morgan a fortement évolué au fil des années. Tout d'abord simplement banquier prêtant de l'argent à Griscom, sa position est de plus en plus importante jusqu'à ce qu'il prenne place à la direction du trust lors de l'entrée de la White Star Line au sein de l'entreprise. Étant américain, il ne peut pas être propriétaire des navires britanniques, cependant, il profite des lacunes de la législation et du fait qu'il possède la compagnie qui elle-même possède les navires pour assurer sa position.
En 1902, l'IMM transporte un total de 64 738 passagers, ses compagnies profitant de la forte immigration à destination des États-Unis (à l'exception de l’Atlantic Transport Line qui ne transporte que des marchandises et des passagers de première classe). De plus, l'IMM signe un partenariat avec les deux compagnies allemandes les plus importantes, la Norddeutscher Lloyd et la HAPAG qui transportent quant à elles un total de 66 838 passagers.
Le Royaume-Uni doit donc affronter ces concurrences de plus en plus âpres. La Cunard Line, seule compagnie britannique indépendante d'importance, reçoit donc des subventions du gouvernement britannique pour la construction de deux géants des mers, le Lusitania et le Mauretania. C'est pour les concurrencer que l'IMM demande en 1908 aux chantiers Harland & Wolff de construire pour la White Star Line les paquebots de classe Olympic : Olympic, Titanic et Gigantic (renommé Britannic).
Depuis 1902, l'IMM a en effet un accord avec James Pirrie, président des chantiers et membre de la direction de la White Star Line, stipulant que les navires du trust seront construits par Harland & Wolff pour une décennie. Les navires du trust passent également d'une compagnie à l'autre, à l'image du Belgic, construit pour la White Star, qui passe rapidement au service de la Red Star Line sous le nom de Belgenland, ou du Regina devenu par la suite Westernland,. Ceci permet à l'IMM de faire partir chaque jour un navire depuis le Royaume-Uni, et aux passagers de changer leurs billets pour une place équivalente sur un autre navire du trust.
Baker se retire de la direction de l’Atlantic Transport Line peu après son intégration à l'INC, et est remplacé par Philip Franklin. Ce dernier devient vice-président de l'IMM en 1904, tandis que Griscom est remplacé à la présidence par Joseph Bruce Ismay, par ailleurs président de la White Star Line).

### La déchéance

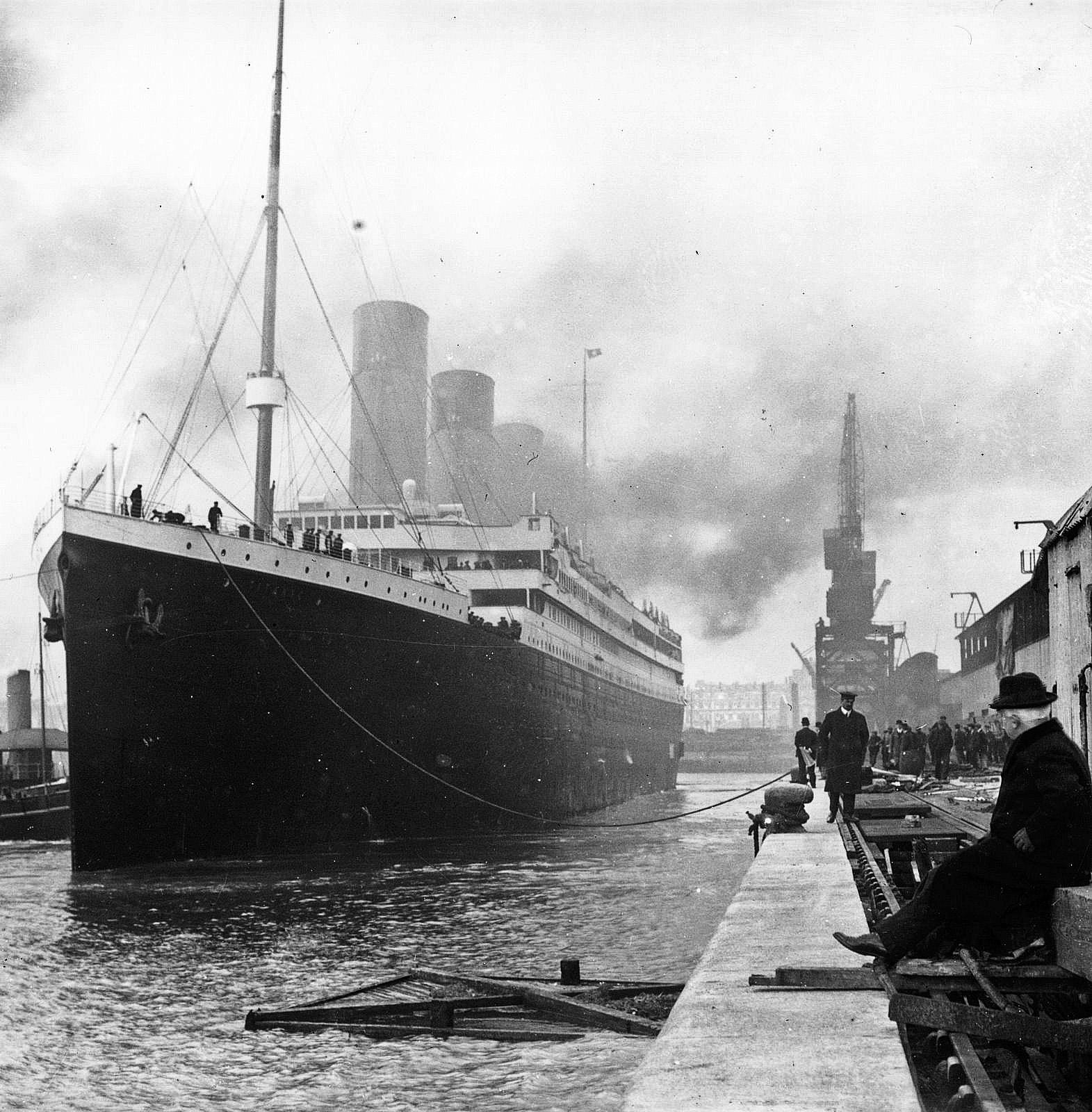
Le naufrage du Titanic est une des causes de la déchéance de l'IMM.

Le début des années 1910 marque un tournant pour l'IMM. En effet, le 15 avril 1912, le Titanic, fleuron de sa flotte, fait naufrage durant son voyage inaugural. Outre les pertes humaines et financières, le naufrage a également des répercussions sur l'organisation du trust. À travers la commission d'enquête américaine consacrée au naufrage, le sénateur William Alden Smith s'attaque ouvertement au principe même du trust de l'océan et, de façon générale, à l'empire de Morgan. Le fait qu'Ismay ait survécu au naufrage entraîne son impopularité aux États-Unis, et il doit démissionner l'année suivante,. L'année suivante, John Pierpont Morgan meurt, le 31 mars 1913. Ismay est quant à lui remplacé par Franklin à la tête du trust.
Cependant, le naufrage du Titanic ne signe pas à lui seul la fin de l'IMM. En effet, le trust n'a jamais eu de réelle popularité et n'a pas eu le succès escompté. De plus, les subventions attendues du gouvernement n'arrivent jamais, et l'essor de la navigation ne dure pas. Le trust fait faillite en 1915 et est placé entre les mains de Franklin qui réussit à le sauver. À la fin des années 1920, il bénéficie des subventions accordées par le gouvernement aux paquebots américains (construits aux États-Unis ou en portant le pavillon). Cependant, les navires étrangers coûtent au trust, qui se sépare en 1927 de la White Star Line. La compagnie est revendue pour 35 millions de dollars (15 millions de moins que lors de son achat) à la Royal Steam Packet Co.
En 1930, l'IMM possède 30 paquebots. Ils ne sont plus que 19 en 1933, et 11 en 1935. Le trust fusionne ensuite avec la Roosevelt Line après liquidation de la Red Star Line et de l’Atlantic Transport Line. John Franklin, fils de Philip, est en effet cofondateur de la Roosevelt Line.
Finalement, dans les années 1940, la compagnie ainsi formée est dissoute et ses navires sont cédés aux United States Lines.

## Compagnies possédées par l'IMM Co.

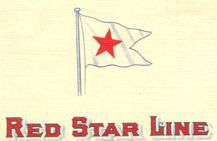
Emblème de la Red Star Line

- American Line
- American Merchant Lines
- Atlantic Transport Line
- Baltimore Mail Line
- Dominion Line
- Leyland Line
- Panama Pacific Line
- Red Star Line
- Roosevelt Steamship Co.
- United States Lines
- White Star Line